# Нумансија
Нуманcија (шп. Numancia, лат. Numantia) је име једног бившег келтиберијског града на Иберијском полуострву чији остаци се налазе на 7 километара од данашњег града Сорије.
Нуманcија и њени становници су остали запамћени у историји по херојском отпору опсади Римљана, и који је на крају успео да сломи Сципион Емилијан 133. године п. н. е.
Сципион је опколио је град, надајући се да ће глад натерати Нумантинце на предају. Међутим, Нумантинцима је била дража смрт него предаја и ропство. Када су Римљани ушли у град, суочили су се са стравичним призором — Нумантинци су извршили масовно самоубиство. Сципион је једва успео да сакупи неких педесетак преживелих од којих је неколико одвео у Рим да би приказао своју победу. Преостали су продати у робље. 
Херојство Нумантинаца је између осталих, опевао и Сервантес у једној од својих класичних трагедија, Опсада Нуманcије (шп. El cerco de Numancia).